# Weinstadt
Weinstadt är en stad 15 km öster om Stuttgart i Rems-Murr-Kreis i regionen Stuttgart i Regierungsbezirk Stuttgart i förbundslandet Baden-Württemberg i Tyskland. Staden bildades 1975 genom en administrativ reform där de fyra kommunerna Beutelsbach, Endersbach, Großheppach och Schnait slogs samman. Folkmängden uppgår till cirka 27 000 invånare, på en yta av 32 kvadratkilometer.